# Ottone (Haendel)
Personnages
- Ottone (alto)
- Téophane (soprano)
- Emireno (basse)
- Gismonda (soprano)
- Adelberto (alto)
- Matilda (contralto)

Ottone, re di Germania (Ottone, roi de Germanie, HWV 15) est un opéra de Georg Friedrich Haendel, en langue italienne, dont le livret a été adapté par Nicola Francesco Haym à partir de celui de Stefano Benedetto Pallavicino pour l'opéra d'Antonio Lotti, Teofane.
C'est le premier opéra de Haendel écrit pour la Royal Academy of Music. La première version est achevée le 10 août 1722 mais revue par Haendel après les premiers essais. L'opéra est créé le 10 janvier 1723 au King's Theatre, Haymarket.
Cette représentation marque le début à Londres de Francesca Cuzzoni qui tient le rôle de Théophane. L'opéra est un immense succès et est repris en décembre 1723, 1726, 1727 et 1733. Ottone est la seule œuvre d'Haendel qui a été interprétée par Farinelli, qui tient le rôle d'Alberto en décembre 1734.
Il est joué en Allemagne à Brunswick et Hambourg dans les années 1720. Il n'est pourtant pas repris en Allemagne avant 1921 à Göttingen. Il est repris au Royaume-Uni en 1971 à Sadler's Well.

## Rôles
| Rôle      | Type de voix | Première distribution, 1723   |
| --------- | ------------ | ----------------------------- |
| Ottone    | alto castrat | Senesino (Francesco Bernardi) |
| Téophane  | soprano      | Francesca Cuzzoni             |
| Emireno   | basse        | Giuseppe Maria Boschi         |
| Gismonda  | soprano      | Margherita Durastanti         |
| Adelberto | alto castrat | Gaetano Berenstadt            |
| Matilda   | contralto    | Anastasia Robinson            |

## Argument
L'argument de l'opéra est tiré des vies d'Othon I et Othon II vers 970 apr. J.-C.
Événements précédant l'opéra : le père d'Ottone l'a envoyé en Italie lutter contre les Grecs. Ayant vaincu les Grecs, mais aussi les Sarrasins, il se voit donner pour fiancée Théophane, la fille de l'Empereur Romano. Le frère de Théophane fut envoyé en exil par le tyran Nicephoro, exil durant lequel il se fit pirate sous le nom d'Emireno. En ignorant les victoires d'Ottone, il a donné la chasse à l'escorte qui transportait Théophane en arrière à Rome et a été capturée. Pendant ce temps, Adelberto, le fils du « Tyran d'Italie » Berengario, sous l'influence de sa mère Gismonda, a provoqué une rébellion par Rome contre les Allemands. Théophane tombe amoureuse d'Alderberto qui l'a capturée.

### Acte I
Après que Gismonda a provoqué la rébellion, elle persuade Adelberto de se faire passer pour Ottone comme il essaie de rejoindre Théophane. Théophane était tombée amoureuse du portrait d'Ottone et quand elle rencontre Adelberto (comme Ottone), la contradiction dans les apparences la déconcerte. Pendant ce temps, Emireno, capturé, continue à dissimuler son identité à Ottone. Matilda, le cousin d'Ottone, demande aux troupes de se venger de la révolte d'Adelberto et de la foi trahie. La louange de Matilda comme une « Brave Amazone allemande », donne l'assentiment à Ottone. Adelberto gagne la main de Théofane, mais Ottone approche. Gismonda l'arme et l'envoie à la bataille.

### Acte II
Adelberto a été capturé. En attendant, l'attitude de Matilde envers Adelberto commence à s'adoucir et elle a une réunion avec Gismonda. Plus tard, elle visite Ottone, juste avant, lui et Théophane doivent se rencontrer pour la première fois, elle demande la clémence pour Adelberto, mais Ottone, bien que plein de pitié pour celui-ci, rejette sa requête tout en l'étreignant. Théophane, en voyant cela, le prend pour un traître.
La scène suivante se passe dans les jardins près de la rive du Tibre, la nuit. Emireno et Adelberto se sont échappés par un passage souterrain, avec l'assistance présumée de Matilda. Avant qu'un bateau plein d'hommes d'Emireno ne les emmène, ils capturent Théophane qui se promenait seul dans le jardin et s'évanouit lors de sa capture. Gismonda et Matilda se réjouissent du fait que la nuit ait amélioré leur plan.

### Acte III
Gismonda se réjouit des malheurs d'Ottone. Une tempête oblige Emireno et Adelberto à faire escale. Emireno réalise alors la véritable identité de Téophane, mais garde la sienne cachée. Il veut néanmoins l'étreindre, mais Téophane et Adelberto tienne ce désir comme une avance. Emireno ordonne l'arrestation d'Adelberto et essaie de calmer Théophane, à la suite de quoi il s'en va. Théophane prie pour mourir.
Matilda explique à Ottone la capture de Téophane. Gismonda dit que Matilde a aidé à l'évasion d'Adelberto et Emireno. Matilda devient pleine de remords. Adelberto est alors introduit dans la salle, enchaîné. Matilda pense à poignarder Adelberto, mais sa détermination échoue. Méprisant cette faiblesse, Gismonda essaie de prendre sa propre vie, mais l'arrivée de Téophane l'arrête. La situation s'éclaircit, Théophane unie à Ottone. Gismonda et Adelberto s'humilient publiquement, mais, par un changement soudain, Matilda consent à épouser Adelberto.

## Discographie
- Ottone, Re di Germania - James Bowman, Claron McFadden, Jennifer Smith, Catherine Denley, Dominique Visse, Michael George - The King's Consort dir. Robert King - 3 CD Hyperion (2013)